# 宇部フロンティア大学
宇部フロンティア大学（うべフロンティアだいがく、英語: Ube Frontier University）は、山口県宇部市文京台2丁目1番1号に本部を置く日本の私立大学。1960年創立、2002年大学設置。大学の略称はフロンティア大。

## 概観

### 大学全体
学校法人香川学園の創立100周年を記念して、山口県および宇部市の支援を受けて設立された大学である。宇部短期大学の一部を改組転換して2002年4月に開学した。
従来この地域には、山口大学の医学部、工学部、そして山口東京理科大学と、理系の学問を修める大学しか存在しなかったため、文系の学部を希望する高校生は他の地域の大学に進学していた。そこで地域のニーズに応えるべく、社会福祉学や心理学を学べる4年制大学として設置された。
環境マネジメントシステムに関する国際標準規格ISO14001を取得している。山口県内では、下関市役所の同規格取得により適用範囲となった下関市立大学に次いで、2番目の取得となった。全国でも約40の大学しか取得していない。

### 建学の精神（校訓・理念・学是）

#### 建学の精神
香川学園の創設者が提唱した精神をアレンジし、「人間性の涵養と実学の重視」を建学の精神として掲げている。

#### アドミッション・ポリシー
大学の教育理念に基づき、4項目からなるアドミッション・ポリシーを制定している。

### 教育および研究
｢生涯学習への支援｣のため、積極的に社会人を受け入れており、修業年限を超え5年～10年程度かけて履修を行い、学位や社会福祉士、精神保健福祉士等の国家試験の受験資格を取得する｢長期履修制度｣を導入した。現在、福祉施設の指導員や看護師、会社員、主婦などが入学し、大学卒業を目指している。
宇部市が1995年の秋に開学した市民大学「宇部ふるさと学園」のシルバーカレッジが、2006年4月より学内に会場を移して再スタートし、大学生と高齢者が一緒に机を並べて受講する形態となった。両者が討論形式の講座を受け、互いに刺激し合いながら学習している。
附属臨床心理相談センターでは、医師や臨床心理士、精神保健福祉士などの資格を持つ教員が、家庭や学校、職場での対人関係やストレス、トラブルの相談に応じている。

### 学風および特色
学生は山口県内出身者が最も多く、その次に広島県、島根県等の隣県出身者が多い。

## 沿革

### 略歴
人間社会学部に児童発達学科の増設、人間社会学科の福祉心理学科への改組を経て、2004年より大学院を設置し、臨床心理士の養成を開始した。そして2007年には人間健康学部看護学科を新設した。地域医療に貢献する看護師や保健師の養成を始め、多彩な医療・福祉関連の専門職を育てることができる充実した学部、学科編成になってきている。今後は人間健康学部に栄養学科を増設し、管理栄養士等の養成も計画されている。

### 年表
- 1960年 宇部短期大学開学
- 2002年 宇部フロンティア大学開学（人間社会学部人間社会学科）
- 2004年 宇部短期大学を宇部フロンティア大学短期大学部に改称、大学院修士課程開設（人間科学研究科臨床心理学専攻）
- 2005年 人間社会学部児童発達学科開設
- 2006年 人間社会学部人間社会学科を福祉心理学科へ改組
- 2007年 人間健康学部看護学科開設
- 2010年 人間社会学部児童発達学科学生募集停止
- 2013年 人間社会学部人間社会学部児童発達学科廃止、附属文京クリニック（心療内科・精神科）開院
- 2019年 附属文京クリニック閉院
- 2020年 人間社会学部学生募集停止、心理学部心理学科開設

## 基礎データ

### 所在地
- キャンパス（山口県宇部市文京台2丁目1番1号）

### 象徴
大学の設置者である香川学園では、学園全体を象徴する歌として『香川学園歌』や『フロンティア賛歌』を制定している。

## 教育および研究

### 組織

#### 学部
- 心理学部
  - 心理学科
- 人間健康学部
  - 看護学科

心理学部では、下記の資格が取得できる。
- 公認心理師コース、ビジネス心理コース
  - 公認心理師国家試験受験資格

人間健康学部では、下記の資格が取得できる。
- 看護学科
  - 看護師国家試験受験資格
  - 保健師国家試験受験資格
  - 養護教諭第二種免許状（保健師取得後申請可能）

##### 大学院
- 人間科学研究科
  - 臨床心理学専攻（修士課程のみ）

大学院人間科学研究科(臨床心理学専攻)では、下記の資格が取得できる。
- 臨床心理士民間試験受験資格
- 公認心理師国家試験受験資格

##### 人間科学研究科
毎年APAにて院生と教員が発表を行っている。2008年は5本採択された。大学院修了生の専門職就業率は、第1期生から第3期生（2007年度）まで100%である。2008年10月に北京で開催された第5回国際精神療法学会において、院生ならびに教員による研究が4本採択され発表した。2009年5月30日5月31日、宇部フロンティア大学の主催により第15回日本遊戯療法学会大会を下関市にて開催する。
2007年5月に美祢市に新設された刑務所「美祢社会復帰促進センター」の受刑者の再犯防止プログラム、矯正教育、社会復帰プログラムの作成を、大学院人間科学研究科が担当している。犯罪の再犯を防ぐための認知療法や被害者の立場に立った教育プログラムなどを盛り込んだ。希望者には点字や手話、介護、農園芸を学ぶコースも用意し、新しい刑務所のモデルケースとして注目を集めている。
なお、人間科学研究科では、下記の資格が取得できる。
- 臨床心理学専攻
  - 臨床心理士受験資格
  - 日本臨床心理士資格認定協会第1種指定大学院（修了後すぐに受験可能）

#### 短期大学部
- 短期大学部
  - 保育学科
  - 食物栄養学科

#### 附属機関
- 大学院附属臨床心理相談センター
- 地域研究所
- 附属図書館
- 附属生涯学習センター
- 国際交流センター
- 学生支援センター
- 入試広報センター

## 大学関係者と組織

### 大学関係者組織
宇部フロンティア大学の同窓会は「宇部フロンティア大学・大学院同窓会」と称し、第1期生の卒業にともない設立された。

### 大学関係者一覧
- 宇部フロンティア大学の人物一覧

## 施設

### キャンパス
- 交通アクセス：JR山陽本線・宇部線宇部駅下車

場所は宇部市の新興住宅街「文京台」の坂道を上にあり、静かな環境である。大学へのアクセスは、宇部市営バスにて｢フロンティア大学前｣で下車するか、文京台の下にある｢中山｣バス停で降り、徒歩6～7分で到着する。

### 他大学との協定
- 放送大学[5]

## 附属学校
- 宇部フロンティア大学付属幼稚園
- 宇部フロンティア大学付属中学校・香川高等学校

## 公式サイト
- 宇部フロンティア大学ホームページ

座標: 北緯33度58分49.1秒 東経131度14分1.9秒 / 北緯33.980306度 東経131.233861度